# Władysław Ciereszko
Władysław Ciereszko (zm. 22 grudnia 2020) – polski inżynier, profesor nauk rolniczych.

## Życiorys
W 1995 habilitował się na podstawie pracy zatytułowanej Dynamika kumulacji i zaniku polochlorowanych bifenyli w wybranych narządach i tkankach karpia (Cyprinus carpio L.). W 2005 uzyskał tytuł profesora nauk rolniczych. Pracował w Zachodniopomorskim Uniwersytecie Technologicznym w Szczecinie i w Akademii Rolniczej w Szczecinie. 

## Odznaczenia
- Złoty Krzyż Zasługi (1996)[4]